# Meliturgula scriptifrons
Meliturgula scriptifrons är en biart som först beskrevs av Walker 1871.  Meliturgula scriptifrons ingår i släktet Meliturgula och familjen grävbin. Inga underarter finns listade i Catalogue of Life.
Artens utbredningsområde är Afrika.